# Claire Bazard
Claire Bazard, née Claire Joubert (1794-1883), est une figure féminine emblématique des saint-simoniens durant la période la plus controversée du mouvement, est devenue, de par ses écrits et actions, l'une des femmes représentatives de la naissance du féminisme.

## Biographie
Claire Joubert est née le 6 mars 1794 à Paris. Son père Pierre-Mathieu Joubert, ancien membre de l'Assemblée constituante de 1789, ancien évêque constitutionnel qui a démissionné en 1792, est membre du conseil de préfecture de la Seine. Sa mère est née Marie Anne Geneviève Evrard. Ses parents se sont mariés le 21 septembre 1793 à Versailles. Sa petite enfance est marquée par : la mauvaise entente entre son père, protestant, et sa mère, catholique qui la « délaisse » ; dix années, de l'âge de 7 ans à celui de 17 ans, passées dans un couvent, où elle était placée pour y être éduquée.
Lorsqu'elle sort du couvent, vers 1811, son père, qui a été préfet du Nord pendant l'Empire, du 3 mars 1800 au 23 janvier 1801, est revenu dans le département de la Seine où il est conseiller des préfectures de Paris.
Claire Joubert a 18 ans lorsqu'elle se marie en 1812 avec Saint-Amand Bazard, collègue, à l'octroi, et ami de son frère Nicolas. Ils ont quatre enfants : Claire née à Paris le 19 septembre 1813, mariée à Saint-Chéron le 25 octobre 1831 (premier mariage célébré par les saint-simoniens), Albert né vers 1815, Laure, née le 22 avril 1821, et Zaire.
En novembre 1831, Claire Bazard quitte le mouvement avec son mari pour protester contre les positions d'Enfantin concernant les femmes et l'amour libre.
Claire Bazard meurt le 7 août 1883.

## Journaliste et féministe
Claire Bazard a su profiter de son passage dans le mouvement saint-simonien pour comprendre la puissance des femmes et leur capacité à changer le monde. Avec La femme nouvelle, elle entre dans l'histoire de la presse avec l'une des premières revues spécifiquement conçues pour les femmes. Ses écrits, articles et lettres permettent de la situer parmi les femmes précurseures du féminisme et du journalisme féminin au XIXe siècle. Elle a notamment inspiré Elisa Lemonnier qu'elle voyait comme sa remplaçante.

## Travaux

### Texte publié
- Claire Bazard fonde la revue Femme nouvelle.

### Lettres
- Lettres de Claire Bazard, fonds Enfantin[11].

### Webographie
- Philippe Régnier, « Bazard Claire, née Joubert Claire », Notice du Maitron, dictionnaire biographique mouvement ouvrier mouvement social, sur Le Maitron, 7 octobre 2018 (consulté le 30 décembre 2018).